# Vignole
Vignole – wyspa położona na wschód od historycznego centrum Wenecji w Północnych Włoszech, w północnej części Laguny Weneckiej.
Vignole leżą na terenie tzw. Parco della Laguna.

## Geografia
Wyspa położona jest na północny wschód od Wenecji, między wyspami La Certosa i Sant'Erasmo. Właściwie składa się z dwóch części, oddzielonych kanałem, które łączy most. Podobnie jak na sąsiadującej z nią wyspie Sant'Erasmo, niewielka liczba mieszkańców, zajmuje się przede wszystkim warzywnictwem. Z wyspą sąsiaduje mniejsza wysepka Sant’Andrea, na której znajduje się fort. Wyspę Sant’Andrea z Vignole łączą dwa mosty. Zarówno wyspa Sant’Andrea jak i część wschodnia Vignoli stanowi strefę wojskową, na której znajdują się koszary.
Na wyspie znajdują się przystanki vaporetto, weneckiego tramwaju wodnego (linia 13).

## Historia
Wyspa nazywana też była Biniola lub Isola delle Sette Vigne (pol. Wyspa Siedmiu Winnic). Ceniona była jako miejsce wakacyjne najprawdopodobniej już w czasach cesarstwa rzymskiego. Wówczas znajdowała się nad otwartymi wodami Morza Adriatyckiego, nie wykształciły się jeszcze wówczas wybrzeża Punta Sabbioni. W VII w. dwóch trybunów z Torcello wzniosło niewielkie oratorium dedykowane św. Janowi Chrzcicielowi i św. Krystynie.

## Zabytki
Na wyspie nie ma wielu zabytków. Nad wewnętrznym kanałem znajduje się Oratorium św. Eurozji (św. Dobrosławy). Kaplica posiada niewielką dzwonnicę. Być może znajduje się na miejscu starożytnej kaplicy św. Jana Chrzciciela i św. Krystyny. Kościół ten odrestaurowano w XIX w. W jego wnętrzu znajduje się XVII-wieczny obraz przedstawiający Wniebowzięcie NMP.